# Miyuki Maeda
Mayuki Maeda (前田美順, Maeda Mayuki), née le 14 octobre 1985  à Kirishima, préfecture de Kagoshima, au Japon, est une joueuse internationale japonaise de badminton.